# Uratarō
Uratarō (うらたろう?) è un manga scritto e disegnato da Atsushi Nakayama, e pubblicato sulla rivista Weekly Young Jump della Shūeisha a partire dal 28 luglio 2016. La versione italiana del manga è stata annunciata da J-Pop che lo ha pubblicato dal 27 giugno 2018 al 3 aprile 2019.

## Trama
La principessa Taira Chiyo è condannata a morire al compimento del sedicesimo anno di vita. Grazie al sacrificio della madre fugge dalla prigionia dei Taira insieme alla sua guardia del corpo Kijin-sama alla ricerca di un modo per diventare immortale. Durante i loro viaggi il duo si imbatte in Uratarō, un ragazzo immortale ormai rassegnato a vivere il resto dell'eternità in un sonno profondo. Destato dal suo sonno, Chiyo convince Uratarō che esiste un modo per uccidere un immortale e quest'ultimo si unisce dunque al gruppo. Il trio dovrà presto fare i conti con il clan dei demoni che non ha gradito la violazione del patto con i Taira.

## Personaggi
Taira Chiyo (たいらの ちよ?, Chiyo Taira)
Protagonista femminile della prima parte del manga. Ha quindici anni ed è la figlia di Taira no Koremori. La sua personalità è solare ed innocente. Su di lei grava una terribile maledizione che la condanna a morire all'età di 16 anni.
Uratarō (うらたろう?)
Protagonista maschile dell'opera. Alla nascita viene abbandonato dai genitori e cresciuto da una coppia di anziani. Grazie alla sua immortalità ha vissuto per oltre 800 anni. Stanco di veder morire le persone a cui tiene si ritira dal mondo isolandosi su una montagna. Colpito dalla personalità di Chiyo partirà insieme a lei alla ricerca di un modo per diventare mortale. Le sue capacità di combattimento sono molto alte come ha dimostrato uccidendo un mostro a mani nude.

## Volumi
| Nº | Titolo italiano Giapponese 「Kanji」 - Rōmaji | Data di prima pubblicazione              | Data di prima pubblicazione             |
| Nº | Titolo italiano Giapponese 「Kanji」 - Rōmaji | Giapponese                               | Italiano                                |
| 1  | Urataro 1 「うらたろう 1」 - Uratarō 1 | 19 gennaio 2017 ISBN 978-4-08-890556-3   | 27 giugno 2018 ISBN 978-88-3275-385-1   |
| 1  | Capitoli - 0. Chiyo - 1. Chiyo e Kijin - 2. Il confine tra la vita e la morte - 3. La principessa mangia-uomini - 4. Voler vivere e voler morire - 5. Nome |                                          |                                         |
| 2  | Urataro 2 「うらたろう 2」 - Uratarō 2 | 17 febbraio 2017 ISBN 978-4-08-890557-0  | 22 agosto 2018 ISBN 978-88-3275-386-8   |
| 2  | Capitoli - 6. Uratarō interroga Chiyo - 7. Jiangshi e cane da guardia - 8. La vita di Chiyo - 9. La genitrice di demoni - 10. Chiyo e Fusemaru - 11. Gli assalitori - 12. La malinconia dell'imperatore Antoku - 13. Uratarō vs Taira no Noritsune - 14. Cuore                                                                                             |                                          |                                         |
| 3  | Urataro 3 「うらたろう 3」 - Uratarō 3 | 19 maggio 2017 ISBN 978-4-08-890674-4    | 10 ottobre 2018 ISBN 978-88-3275-387-5  |
| 3  | Capitoli - 15. Il risveglio della primavera - 16. Gravidanza - 17. Voragine - 18. Farfalla caduta - 19. Kinkuma Doji ritorna all'isola dei demoni - 20. L'imperatore Antoku e Chiyo - 21. Rivali - 22. Rigenerazione - 23. Volo |                                          |                                         |
| 4  | Urataro 4 「うらたろう 4」 - Uratarō 4 | 19 giugno 2017 ISBN 978-4-08-890675-1    | 12 dicembre 2018 ISBN 978-88-3275-388-2 |
| 4  | Capitoli - 24. Il grande piano "disperato" di Kinkuma - 25. Il contratto inviolabile - 26. Yomotsu Hirasaka - 27. La notte che non schiarisce - 28. Vita che va, vita che viene - 29. Il sangue della vergine - 30. La mortalità di Urataro - 31. Vivere                                                                                                   |                                          |                                         |
| 5  | Urataro 5 「うらたろう 5」 - Uratarō 5 | 19 settembre 2017 ISBN 978-4-08-890755-0 | 6 febbraio 2019 ISBN 978-88-3275-389-9  |
| 5  | Capitoli - 32. Il paese dei demoni - 33. La borsa - 34. La madre dei demoni - 35. La luce nei suoi occhi - 36. I sette resti - 37. Il principe necrofilo - 38. Taira no Rokudai - 39. Rifiuto - 40. La scelta dei defunti |                                          |                                         |
| 6  | Urataro 6 「うらたろう 6」 - Uratarō 6 | 19 settembre 2017 ISBN 978-4-08-890803-8 | 3 aprile 2019 ISBN 978-88-3275-390-5    |
| 6  | Capitoli - 41. Il treno di fuoco demoniaco - prima parte - 42. Il treno di fuoco demoniaco - seconda parte - 43. Il treno di fuoco demoniaco - terza parte - 44. Il signor Kamakura - 45. Minamoto no Yoritomo - 46. Il risveglio del demone - 47. Sangue impazzito - 48. Sulla strada per l'inferno - 49. La principessa di Yomotsu - 50. Chiyo e Urataro |                                          |                                         |